# Christopher Jones (aktor)
Christopher Jones, właśc. William Frank Jones (ur. 18 sierpnia 1941 w Jackson, zm. 31 stycznia 2014 w Los Alamitos) – amerykański aktor.
Według „The New York Times” talent i siła Jonesa można porównać do Jamesa Deana i „wydawał się gotowy na sławę”, zanim nagle pod koniec lat 60. porzucił karierę filmową.

## Życiorys

### Wczesne lata
Urodził się w Jackson w stanie Tennessee, gdzie jego ojciec, Joseph Granville Jones Jr., był sprzedawcą sklepu spożywczego, a matka, Robbie, była artystką. Miał starszego brata Roberta Josepha „Bobby’ego” (1935–2018). W 1945 jego matka trafiła do szpitala psychiatrycznego w Bolivar w Tennessee. Wraz z bratem został umieszczony w domu dziecka Boys Town w Memphis, gdzie stał się fanem Jamesa Deana po tym, jak powiedziano mu, że jest do niego podobny. W wieku 16 lat za zgodą ojca wstąpił do United States Army, ale dwa dni później uciekł, co skutkowało karą więzienia. Jego matka zmarła w 1960 w ośrodku psychiatrycznym, gdy miał 19 lat. Po odbyciu kary w więzieniu wojskowym przeniósł się do Nowego Jorku, gdzie zajął się malarstwem i uczył się aktorstwa w Actors Studio.

### Kariera
Jego pierwszy przełom nastąpił, gdy w 1961 wziął udział w castingu na Broadwayu i został osobiście wybrany przez dramaturga Tennessee Williamsa do małej roli Pancho w przedstawieniu Noc iguany z Shelley Winters. Po przeprowadzce do Hollywood otrzymał tytułową rolę bandyty–rewolwerowca i szefa gangu Jesse’ego Jamesa w serialu ABC Legenda Jesse’ego Jamesa (The Legend of Jesse James), który w sezonie 1965–66 liczył 34 odcinki. Po zakończeniu serialu przyjął tytułową rolę Chubasco, który wybiera trudną ścieżkę ciężkiej pracy na morzu na pokładzie łodzi rybackiej w dramacie Chubasco (1967). W odcinku czwartego sezonu sensacyjnego serialu szpiegowskiego NBC Kryptonim U.N.C.L.E. (The Man from U.N.C.L.E., 1967) zatytułowanym „Afera zabójcy z probówki” („The Test Tube Killer Affair”) z Robertem Vaughnem pojawił się gościnnie w roli Grega Martina, zaprogramowanego zabójcy. Wystąpił także jako Brandon Hill w odcinku serialu prawniczego ABC Judd, w obronie (Judd, for the Defense, 1967) – pt. „Obrona w mieście w Teksasie” („Defense in a Texas Town”). 
W komediodramacie muzycznym Dzikie ulice (Wild in the Streets, 1968) z Shelley Winters, Halem Holbrookiem i Richardem Pryorem zagrał postać gwiazdy rocka i kandydata na prezydenta Maxa Frosta. Wystąpił w roli Casanovy z kampusu Paxtona Quigleya w czarnej komedii erotycznej Trójka na poddaszu (Three in the Attic, 1968). Frank Pierson zaangażował go do głównej roli uciekiniera z Polski – Leisera, którego rekrutuje brytyjski wywiad MI6, by wrócił za żelazną kurtynę i ustalił, czy NRD rozmieszcza rakiety V-2 przy granicy z Niemcami Zachodnimi w dreszczowcu szpiegowskim Cudzymi rękoma (The Looking Glass War, 1970) na podstawie powieści sensacyjnej Za późno na wojnę Johna le Carré z udziałem Anthony’ego Hopkinsa.
Po zagraniu roli majora armii brytyjskiej Randolpha Doryana w melodramacie Davida Leana Córka Ryana (Ryan’s Daughter, 1970) wycofał się z branży rozrywkowej. Po śmierci Jonesa, jego ekranowa partnerka Sarah Miles ujawniła, że był on czymś wyraźnie zaniepokojony, do tego stopnia, że prawie w ogóle nie mógł występować, a syn Stanleya Hollowaya, Julian, przez cały czas musiał go dubbingować, i pod koniec zdjęć został zabrany do szpitala psychiatrycznego. W wywiadzie z 2007 Jones powiedział, że porzucił aktorstwo w 1969, ponieważ miał romans z aktorką Sharon Tate, żoną Romana Polańskiego, i był zdruzgotany, gdy została zamordowana przez zwolenników Charlesa Mansona. Jego jedyny występ filmowy później to Fake Falco w czarnej komedii Larry’ego Bishopa Czas wściekłych psów (Mad Dog Time, 1996) z Jeffem Goldblumem, chociaż Quentin Tarantino zaproponował mu rolę Zeda w Pulp Fiction (1994), ale odmówił. 
W późniejszych latach życia Jones zrobił karierę jako artysta, skupił się na sztuce i rzeźbie. Wśród jego dzieł znalazł się obraz olejny Rudolpha Valentino, który był wystawiony na wystawie Hollywood Forever Cemetery. 

## Życie prywatne
25 września 1965 w Las Vegas zawarł związek małżeński z Susan Strasberg, córką dyrektora słynnego warsztatu teatralnego Actors Studio, Lee Strasberga. Jak podaje autobiografia Susan Strasberg Bittersweet (1980), było to burzliwe małżeństwo. Mieli córkę Jennifer Robin (ur. 14 marca 1966), która urodziła się z wadą wrodzoną. W marcu 1968 doszło do rozwodu z powodu niezrównoważenia psychicznego męża. 
W wywiadzie dla „The Guardian” z sierpnia 2018 aktorka Olivia Hussey oświadczyła, że w 1969 gdy miała 18 lat została zgwałcona przez Jonesa w domu, w którym Roman Polański mieszkał ze swoją żoną Sharon Tate, kilka tygodni po śmierci Tate. Hussey twierdziła, że spotykała się z Jonesem wcześniej, ale związek zakończył się z powodu przemocy fizycznej Jonesa. W wyniku napaści Hussey zaszła w ciążę, a później dokonała aborcji. 
W 1969 Christopher Jones miał krótkotrwały romans z Sharon Tate w Rzymie, gdzie kręcił zdjęcia do dramatu Renato Castellaniego Krótki sezon (Una breve stagione, 1969), gdzie zagrał rolę Johna Phillipsa, który zostaje skazany na pięć lat więzienia za defraudację. Sharon Tate była wtedy w ciąży z dzieckiem Polańskiego, a Jones był związany z Pią Degermark.
W latach 1976–1983 był związany z Cathy Abernathy, z którą miał syna Christophera Jonesa, Jr. „Chrisa” (ur. 1975). Od 1984 był w nieformalnym dziesięcioletnim związku z Paulą McKenną, z którą miał czworo dzieci: dwie córki – Delon i Calin oraz dwóch synów – Tauera i Seagena.

### Śmierć
Zmarł 31 stycznia 2014 w wieku 72 lat z powodu powikłań związanych z rakiem pęcherzyka żółciowego.